# Рејнџер (Тексас)
Рејнџер (енгл. Ranger) град је у америчкој савезној држави Тексас. По попису становништва из 2010. у њему је живело 2.468 становника.

## Демографија
Према попису становништва из 2010. у граду је живело 2.468 становника, што је 116 (4,5%) становника мање него 2000. године.
| Група             | 2000.         | 2010.         |
| Белци             | 2.014 (77,9%) | 1.917 (77,7%) |
| Афроамериканци    | 174 (6,7%)    | 86 (3,5%)     |
| Азијати           | 11 (0,4%)     | 4 (0,2%)      |
| Хиспаноамериканци | 349 (13,5%)   | 410 (16,6%)   |
| Укупно            | 2.584         | 2.468         |